# ایوایلو دیمیتروف (بازیکن فوتبال، زاده ۱۹۸۷)
ایوایلو دیمیتروف (بلغاری: Ивайло Димитров؛ زادهٔ ۲۶ ژوئن ۱۹۸۷) بازیکن فوتبال اهل بلغارستان است.
از باشگاه‌هایی که در آن بازی کرده است می‌توان به باشگاه فوتبال بوتو پلوودیو و باشگاه فوتبال لوکوموتیو صوفیه اشاره کرد.